# 5 (European Mantra-album)
Az 5 a European Mantra nevű magyar együttes második nagylemeze, amelyet 2006. november 7-én adtak ki a Smart Music kiadó jóvoltából. A lemez stílusát elég nehéz bekategorizálni, mivel eléggé sok zenei műfajt ötvöztek benne a zenészek, de talán inkább az instrumentális rock és a jazz műfajba sorolható a lemez anyaga. A lemez megjelenésének napján az együttes egy lemezbemutató koncertet is adott az A38 Hajón, ahol a belépő ára mellé (3.000 Ft) a lemezt ajándékba kapták a belépők.

## Számlista
Az összes szám szerzője a European Mantra. 
| 1.    | Adult Playground              | 7:18 |
| 2.    | After the Scofield Concert    | 4:26 |
| 3.    | NuBlues                       | 5:12 |
| 4.    | Peter Papesch                 | 4:58 |
| 5.    | Help, Help                    | 5:56 |
| 6.    | Smoke, Coffee                 | 1:57 |
| 7.    | Curious Rabbit                | 5:50 |
| 8.    | Turn                          | 6:35 |
| 9.    | In Memoriam Guitar Heroes     | 2:51 |
| 10.   | Texas                         | 7:18 |
| 11.   | Untitled                      | 0:32 |
| 12.   | In Memoriam Dance Heroes      | 1:06 |
| 13.   | In Memoriam Metal Heroes      | 1:09 |
| 14.   | In Memoriam Latin Jazz Heroes | 1:08 |
| 56:16 |                               |      |

## Közreműködők
- Borlai Gergő – dob
- Lukács Péter – gitár
- Nagy János – billentyűs hangszerek
- Papesch Péter – basszusgitár